# Черна планина
Черна планина (до 1942 г. Карадаг) е планински рид в югоизточната част на Източните Родопи, северно разклонение на граничния рид Мъгленик, на територията на области Кърджали и Хасково.
Ридът се простира от юг на север на 11 км и ширина 5 км. На запад и север за граница му служи най-горното течение на Бяла река, а на изток – долината на десния ѝ приток река Зърненица. На юг се свързва с рида Мъгленик при връх Ушите (875,3 м) разположен на държавната ни граница при гранична пирамида № 146. Има тясно и разчленено било, което се издига до 800 – 900 м, над което стърчат отделни заоблени върхове, най-висок от които е връх Клисесърт (914,9 м), разположен почти в самия му център. Черна планина е изградена от гнайси, шисти и серпентинити. обрасла е гъсти широколистни гори от дъб, бук и габър, на базата на които серазвива дърводобивът.
По склоновете му има само две малки села: Горско и Казак.

## Топографска карта
- Лист от карта K-35-88. Мащаб: 1 : 100 000.